# Muhammad Alam
Sultan Muhammad Alam ibni al-Marhum, intitolato come Duli Yang Maha Mulia Paduka Seri Baginda Sultan Muhammad Muda Alam ibni al-Marhum Sultan Muhammad Kanzul Alam (Città del Brunei, 1762 – Pulau Cermin?, 1828), è stato de facto il 21º sultano del Brunei dal 1825/6 alla sua morte.
A volte il suo nome è riferito come Muhammad Tandzul Alam, mentre prima di salire al trono era noto come Pengiran Di-Gadong Muda Mal Pengiran Ayah.
Il titolo non gli è universalmente riconosciuto, in quanto forse salì al trono quando suo padre ancora in vita e inoltre non fu mai confermato con il Kris Si Naga, tuttavia viene considerato sultano in molte genealogie reali. Era noto come “Raja Api” (Ria Apui - dikatan semasa lahir di kelilingi Api, "nato in vicinanza del fuoco"), "Sultan Panji Alam" o "Sultan Merak Berapi" per il suo temperamento acceso. 
Durante il suo breve regno si sfiorò una pericolosa crisi di successione, che terminò nel 1828 con la sua condanna a morte (ma per diverse fonti si trattò di una congiura).

## Biografia

### Inizi
Sua Altezza Pengiran Mohammad Muda Tandzul Alam nacque dalla famiglia reale nel 1762, figlio di Mohammad Kanzul Alam e di Pengiran Saleha, e fu educato in patria ad un’alta istruzione insieme al fratellastro Raja Pengiran Muda Hashim. Aveva anche una sorellastra: Pengiran Nur Alam Sri Sultan Kanzul Alam o “Raja Isteri”, con cui ebbe sempre un rapporto di rivalità e scontro. 
Come tutti i reali del Brunei vantava legami di parentela con la dinastia regnante di Sambas, da sempre loro alleato e coevo. Si sposò nel 1824-6 con la principessa Pengiran Raja Isteri Nurlana bin Abdullah (figlia del re di Bintulu) ed ebbe tre figli maschi, tra cui spicca Pengiran Muhammad Daud ibni al-Marhum Sultan Muhammad Alam, che doveva essere il suo futuro erede in caso di mantenimento del trono; i suoi discendenti sono vivi ancor oggi e risiedono in Città del Brunei. Si dice che "alla nascita fosse circondato dal fuoco"; questa leggenda contribuì ai suoi futuri soprannomi.
Fin da subito si appassionò al commercio e divenne un ricco mercante come il padre, che aveva fondato un vero e proprio impero commerciale ed possedeva un'infinità di azioni. Tornato in patria a inizio secolo, assunse un importante ruolo di alto funzionario nel palazzo reale che gestì con intransigenza e intolleranza. Perciò universalmente temuto da tutti. Questa sua caratteristica fu messa in mostra in particolare nel 1804 quando, con la morte del sultano Mohammad Jalilul Alam I dopo soli nove mesi di regno, il trono spettava al suo legittimo figlio, Omar Ali Saifuddin, che era allo stesso tempo figlio della sorella di Mohammad Alam, Noralam o “Raja Isteri”. Alam si oppose però fermamente alla sua nomina, sia perché Saifuddin era in minore età, sia perché sperava di poter ottenere egli stesso il trono un giorno. Alla fine Saifuddin fu ricusato e venne nominato sultano lo zio Mohammad Tajuddin, che già aveva ricoperto l’incarico dal 1795 al 1803. "Raja Isteri", che confidava nella nomina di suo figlio a sultano e aveva sempre disprezzato Alam, ne fu inviperita.
Nel 1807 Tajuddin, che era già quasi cieco e molto anziano, lasciò a sua volta il trono al Reggente e fratellastro Mohammad Kanzul Alam, morendo un anno dopo. Questi assunse l’incarico ma fu sempre influenzato dal figlio Mohammad Alam, che fin da subito gestì parte del potere mettendo in mostra la sua abilità e allo stesso tempo la sua ferocia. Secondo le fonti, era così crudele da essere universalmente impopolare e temuto, e per questo si era meritato i soprannomi con cui fu sempre conosciuto: “Raja Api” (“Re del fuoco” o "Re fuoco", per il suo temperamento incandescente) e, meno comunemente, “Sultan Marak Berapi” (“Sultano che spara fuoco dalla bocca”), "Sultan Golia" o "Sultan Panji Alam" ("Sultano Alam il forte). La sua descrizione quasi mostruosa è probabilmente esagerata, tuttavia anche le cronache europee non lesinano di menzionare il suo spirito infuocato, la sua tendenza ad eliminare chi lo intralciasse e alcuni episodi di esecuzioni sommarie e insensate da lui ordinate, nonché il suo governo “tirannico e spietato”. Era molto forte sia di carattere che di fisico, ma non a tal punto da destare una simile paura di sé. Epiteti del genere da parte del popolo erano, comunque, usati per molti altri sovrani o nobili. Ad influenzare la presenza del fuoco in questi nomi è la leggenda, comune ai suoi tempi, che fosse nato avvolto dalle fiamme.
Diverse fonti parlano comunque di un “accordo” tra Tajuddin e Kanzul Alam, nel 1806, secondo cui il Reggente avrebbe solo dovuto custodire il trono in attesa della maggiore età di Saifuddin, e non diventare sultano. Kanzul Alam aveva però infranto il patto salendo al trono (e poi proclamando il figlio successore e sultano). Se quest’accordo fosse davvero esistito avrebbe avuto senso lasciare alla madre di Saifuddin, in quanto futuro sultano, il Kris Si Naga e la corona, che lui solo doveva indossare. Le versioni sono però contrastanti, infatti alcune fonti riportano che il trono fu lasciato volontariamente a Kanzul e che la madre di Saifuddin avesse sottratto e nascosto i due strumenti di potere.

### Vice-sultano
Sta di fatto che “Raja Api” si dimostrò estremamente abile a sfruttare la sua influenza sul padre per ottenere potere e, successivamente, anche il trono. Nel 1816, primo non-sultano a farlo, spostò il palazzo reale nella propria dimora. Dal 1820-21 in poi cominciò a dividere per davvero i compiti e il potere con il padre, tanto che i due “cooperavano come una coppia, senza che l’uno fosse superiore all’altro”. Ma con gli anni il figlio divenne anche più potente del padre. Le cronache narrano, ad esempio, di come Kanzul Alam definisse il figlio “mio amico” e “mio pari” nelle lettere e di come Mohammad Alam scrivesse lettere a nome del sultano, ricevesse ambasciatori, usasse la nave riservata al sovrano “Fiore di mare” e il suo scettro “Si Naga Tombak Karajaan Sulu” (ricevuto dal sultano di Sambas, non più indipendente, come regalo). 
Non mancarono però gli eccessi di potere come quando, nel 1821, invitò il primo residente di Singapore William Farquhar a recarsi in Brunei per fare acquisti con la sua nave "Fior di loto". La richiesta era ovviamente interessata, in quanto Muhammad Alam era un ricco mercante e azionista e sperava di poter fare affari. William non accettò le sue pressanti richieste e finì per desistere. Così Alam, per non varcare la soglia dei poteri riservati al legittimo sultano, chiese il permesso al padre e accettò di obbedire. Alla fine Kanzul Alam sistemò la questione, non senza un certo disappunto per il completamento del figlio, ma allo stesso tempo ne accettò l'obbedienza. Questo è un ottimo esempio di come i due governarono con reciproca collaborazione.
Presto “Raja Api” divenne una figura leggendaria e temuta non solo in Brunei, ma anche dagli ambasciatori esteri, che a suo piacere ricopriva di doni o faceva incarcerare e condannare. Addirittura, nel 1823, per la prima volta nella storia Mohammad Kanzul nominò il figlio “Vice-sultano” e gli lasciò apertamente tutti gli incarichi sia amministrativi sia politici, tirandosi di parte, nonché pieni poteri in ambito di governo. Le fonti dicono che Kanzul non si occupava più degli affari di Stato in quegli anni, anche a causa del suo invecchiamento, e che “Raja Api” amministrava tutto al suo posto. Questo fu possibile anche perché il nuovo incarico di sostituto sultano conferiva molti più poteri di quelli della comune Reggenza. 
Nel 1823 Mohammad Alam emanò di suo pugno una legge antipirateria riguardo allo stretto di Malacca, e quello stesso anno, contro ogni diritto e consuetudine, nominò il figlio erede apparente al trono. Nel 1826 (oppure 1825), sfruttando il fatto che suo padre fosse ormai gravemente malato e anziano, arrivò a chiedergli il trono (forse sul letto di morte). Questi, molto legato al figlio e ormai in gravi condizioni, accettò; per lo sdegno il suo fratellastro Raja Muda Hashim, il Bandahara (Ministro Principale), lasciò per un anno il Brunei. Anche la nobiltà ebbe una reazione negativa, in particolare la madre di Saifuddin, "Raja Isteri".
Il titolo che effettivamente ebbe Mohammad Alam non è chiaro. Moltissime genealogie, in particolare quella ufficiale del 1986, lo mostrano come sultano a tutti gli effetti dal 1825 o 1826 fino al 1828, oppure dal 1822 al 1824. Alcune, però, lo considerano solo "sultano de facto",  mentre quello de iure resterebbe suo padre fino al 1829 (anche se, per molte fonti, Kanzul Alam si dimise e morì nel 1826 o addirittura prima). Sta di fatto che "Raja Api" non venne mai ufficialmente investito con il Kris Si Naga, che la madre di Saifuddin aveva tenuto nascosto per anni (salvo fargli, secondo alcune cronache, un investimento clandestino nel 1826 di fronte alla nobiltà, forse in risposta alla nomina di Alam a sultano). Non è chiaro invece se Kanzul Alam avesse ricevuto o meno l'investitura, in virtù del presunto "accordo".
"He returned from Keingaran to Brunei Town and was invested with the Kris Si Naga, which his mother had secreted amongst her own possession until then, 15th February 1826, but not officially installed or crowned as Yang Di-Pertuan."
Interessante a tale proposito la sopraccitata fonte secondo cui il Kris Naga sarebbe rimasto nelle mani di Saifuddin per un presunto "accordo", infranto poi da Mohammad Alam e da suo padre. 
”In 1823 Sultan Mohammad Kanzul Alam was no longer active in administering the state affaires, which he handed over to his son, the Deputy Sultan. (...) In 1826 Sultan Mohammad Kanzul Alam has been very sick so his son Mohammad Alam used this opportunity to request for the throne which the Sultan agreed but he will not hand over the Kris Si Naga and the crown as it's belong to Omar Ali Saifuddien according to the agreement between Sultan Mohammad Kanzul Alam and his half brother Mohammad Tajuddin in 1806. (...) But in 1823 Mohammad Alan already had full authority on the state of Brunei while his father went to the background. In fact, the son always seemed to have the upper hand during the reign of his father."

### Il regno
Sultan Muhammad Alam è ricordato, oltre che per la sua intolleranza e il terrore che incuteva, anche per lo spirito di intraprendenza che mostrò durante gli anni di regno. In particolare si narra che, nel 1826 (o forse 1824), in piena crisi di successione guidò una spedizione contro i feroci pirati di Suluk, che volevano attaccare l'area di Bintulu, dove esisteva una grande fortezza del Brunei. Vi fu un aspro combattimento a Bintulu ma alla fine le truppe del Brunei ebbero la meglio e debellarono la minaccia, catturando i pirati a Tanjung Kidurung. Quindi Muhammad Alam si recò a Kuala Segan dove organizzò le armate affinché presidiassero la regione.
In seguito il sultano guidò le restanti truppe fino a Tatau dove incontrò il governatore locale, Raja Jaban, e sua moglie Nurlana Abdullah. Ottenne il suo appoggio politico, necessario in quanto Jaban era uno degli uomini più ricchi del Brunei, forse il più ricco dopo il sultano stesso, e conobbe una delle figlie del governatore: Lana Nur Abdullah. Nonostante lei fosse già sposata con un principe locale, Pengiran Hj Damit, egli se ne innamorò perdutamente e decise quasi subito di sposarla, facendo celebrare il matrimonio al suo "ministro religioso" di corte, Khatir Bequip Bekir. Lana fu dunque elevata non solo a principessa con il titolo di "Pengiran" ma addirittura a regina, come "Raja Isteri" (o "Istri"). Da lei Muhammad Alam ebbe tre figli: Pengiran Alam Anak Nur, Salama e Anak Muda Muhammad Daud. Il primo di essi sarebbe poi tornato a Bintulu alcuni anni dopo, diventandone il governatore nonché il terrore dei guerrieri Iban, salvo poi essere ucciso dai pirati nel 1895. La sua tomba è per tradizione nella città ma non è mai stata rinvenuta. Il terzo, invece, fu fin da subito il preferito del padre. Va comunque detto che Muhammad Alam non fece mai in tempo a vedere i figli crescere, perché sarebbe morto di lì a poco.
Al termine della gloriosa spedizione un messaggero si recò dal sultano e lo avvisò che Omar Ali Saifuddin, suo nipote, era reclamato come sultano e questo metteva in pericolo la sua leadership. Il sovrano fu dunque costretto a tornare a Città del Brunei e organizzarsi (le fonti dicono che avesse intenzione di eliminare sia Saifuddin che la sorellastra, Raja Isteri Nooralam).
Esiste però anche una versione alternativa "a lieto fine" in cui Muhammad Alam, sul trono dal 1822 al 1824, avrebbe deciso di rimanere a Bintulu con la moglie Lana, ospitato nella reggia di re Jaban. Avrebbe infatti risposto al messaggero di lasciare sul trono del Brunei il suo "reggente" ovvero Omar Ali Saifuddin, figlio della sorella Noralam. Questa versione che evita la guerra civile è però ritenuta un falso da quasi tutti gli storici, e sicuramente deriva da leggende tramandate oralmente. La sola cosa accettata è che il matrimonio tra il sultano e la principessa è descritto come "molto felice e prospero" dalle fonti, dato che Alam doveva essere un buon padre e un marito amoroso.

### La crisi di successione
Come si è spiegato Muhammad Alam era salito al potere in modo illegittimo, rompendo la legge di successione, e il fatto sdegnò buona parte della casata reale. 
Comunque fosse andata, "Raja Api" aveva la benedizione del padre, e perciò credé di poter mantenere piena autorità sul Brunei. Ma nel compiere questa usurpazione non aveva fatto conto che la maggior parte della nobiltà riponeva fiducia in un altro legittimo erede al trono, Saifuddin, anch'egli forte della benedizione di suo padre Jalilul I dal letto di morte nel 1804. Questi, dopo aver reclamato il trono nel 1825 e forse aver ricevuto un'incoronazione clandestina, era fuggito con la madre sull'isola fortificata di Keingaran per proteggersi all'ira di "Raja Api". 
Dal 1826 in poi il ruolo di Saifuddin divenne preponderante. Infatti, non solo godeva dell'appoggio di popolazione, nobiltà, esercito e Stati esteri, ma era anche apprezzato per le sue doti pacifiche e in giro si cominciava già a chiamarlo "sultano Omar Ali Saifuddin II". Per contro, Mohammad Alam era odiato per la sua violenza e tirannia, essendo un re determinato e forte ma spietato, e aveva l'appoggio solo di parte della famiglia reale (esclusi infatti il fratellastro Hashim e "Raja Isteri") e di alcuni grandi commercianti. 
La guerra rischiò davvero di scoppiare davvero quello stesso 1826, secondo alcune fonti per la morte di Kanzul Alam (così che "Raja Api" poté finalmente assumere il titolo di sultano), secondo altre per una ribellione scoppiata nel Brunei per volere dell'alto governatore Pehin Dato Perdana Menteri. Con i due pretendenti e il Brunei diviso, veniva infatti anche infranto il presunto e sopraccitato "accordo" tra i due sovrani del 1806, che avrebbe dovuto garantire una pacifica successione.
"After receiving the blessing from his father Sultan Mohammad Kanzul Alam, "Raja Api" felt he could really govern Brunei. Despite not having the crown and the state Kris which for ages symbolizes the full authority of the Sultanate, yet his father promise we can say, at the deathbed, will seem irrefutable. (...) But now Omar Ali Saifuddien was stronger than before. 15 years ago he was still a minor, so people could easily accept Mohammad Kanzul Alam to become the Sultan and rule Brunei with a full authority, instead of the limited power of the Regency, in order to safeguard the Sultanate. (...) In 1826, his claim to the throne had not to be considered a second breach to the agreement made between Mohammad Kanzul Alam and his half brother Mohammad Tajuddin in 1806. (...) Saifuddien claimed the throne in 1825. The Kris Si Naga in the possession of his mother strenghtened his claim."
"According to the agreement, Omar Ali Saifuddien had to become Sultan after reaching the major age. However, in 1807 Mohammad Kanzul Alam breach the agreement by making himself Sultan after the passing of Mohammad Tajuddin and reigned uninterruptly with the help his son, Mohammad Alam, until his death in 1826. The conflict deepens with Sultan Mohammad Kanzul Alam agreed to make his son as his successor although the royal regalia that signify supreme authority still remain in the hands of Omar Ali Saifuddien. (...) Feeling his father's blessing was enough to make him Sultan, "Raja Api" ascended to the throne soon after Sultan Mohammad Kanzul Alam passed away, opening the way for a civil war."
Fortunatamente, però, una guerra civile non si verificò mai. Infatti nel 1828 "Raja Api" fu tolto di mezzo, e questo pose fine alla crisi.

### Dibattito sulla morte
Sulla morte del sultano esistono numerose versioni, nessuna davvero concorde.
La prima sostiene che "Raja Isteri", che aveva sempre detestato il fratellastro fin da quando si era opposto alla nomina di suo figlio Saifuddin come sultano, avesse inviato tre sicari contro di lui. Questi avrebbero convinto il sultano a riceverli a Pulau Cermin, principale fortezza del Brunei, dove lo avrebbero garrottato e subito sepolto. Alcuni sostengono addirittura che "Raja Api" si fosse rassegnato capendo chi erano e avesse accettato l'esecuzione come la propria sorte, rivelando ai sicari "il segreto della sua invincibilità" - ovvero il suo punto debole, il collo - o persino impiccandosi da solo; tuttavia, visto il suo carattere intollerante, questa versione è poco probabile. La seconda è identica alla prima, solo che persino gli assassini si sarebbero rifiutati di ucciderlo, avendo anch'essi paura "della persona più temuta del reame". "Raja Api" sarebbe dunque partito verso Putan, in Sabah, per passare lì il resto della propria vita in semplicità.
Una terza versione dice invece che Alam, inaspettatamente, lasciò il trono per evitare una crisi di successione (e forse perché sapeva di non poter vincere per l'esiguo sostegno). Quindi "Raja Isteri" l'avrebbe accusato, per vendetta, di tradimento e apostasia, facendolo condannare a morte per strangolamento in Pulau Cermin nel 1828. Una quarta versione, infine, sostiene che per il disonore egli "afferrò il cappio che gli porgevano e s'impiccò" (in questo è molto simile alla prima).
Non è chiaro quale versione sia la più affidabile, sia perché tutte e quattro discordano con il suo carattere acceso, sia perché è improbabile che un sultano venga condannato a morte. In aggiunta ad esse, esiste una versione che evita la guerra civile e dice direttamente che Muhammad Alam restò a Bintulu con la moglie Pengiran Lana Nur Abdullah ad accudire i propri figli, lasciando il trono a Saifuddin come reggente; questa è universalmente considerata un errore o un falso dagli storici, probabilmente deriva dalla tradizione orale.
"It was time when Pengiran Digadong or Mohammad Kanzul Alam was Sultan. (...) After some years ruling Brunei, he suddenly passed away. He was succeeded by his son Muhammad Alam who cruelly ruled. At this moment, Datu Perdana Menteri made war against his own people and betrayed the nation. (...) Finally, on 7 Rejab 1242, Saifuddien came from Keingaran island and took the throne, keeping the peace in Brunei."

### Successione
Dopo la morte di "Raja Api" l'erede apparente al trono, il suo fratellastro Muda Hashim, rinunciò in favore di Saifuddin II. Questi divenne sultano a tutti gli effetti nel 1829 e fu incoronato nel 1830, iniziando a ripristinare la pace. Kanzul Alam, secondo le cronache, trapassò nel 1829, davvero dispiaciuto per la scomparsa del figlio ma allo stesso tempo incapace di intendere per la malattia e la vecchiaia. Tuttavia non è possibile stabilire la veridicità di questi eventi: molte fonti sostengono infatti che fosse morto già nel 1826, dopo una brutta malattia, lasciando il trono al figlio, o addirittura prima (28 aprile 1822 o 1824). Non si esclude l'ipotesi che Kanzul Alam avesse abdicato nel 1822, dal momento che a volte si segna il regno di suo figlio come 1822-4. 
Si sa che tutti e tre i figli di Muhammad Alam ebbero una lunga discendenza, in particolare i loro eredi sono ancora vivi ai nostri giorni in Città del Brunei. Uno di essi fu il fratello di Omar Ali Saifuddin III, che morì nel 1960. L'ultimo è invece Pengiran Omar Haji, nato nel 2003 a Kampung Segaliud.